# イーホル・タンチューラ
イーホル・イヴァノヴィッチ・タンチューラ（ウクライナ語: Ігор Іванович Танцюра、1976年4月26日 - ）は、ウクライナの軍人。2022年5月15日から2023年10月9日までウクライナ領土防衛隊司令官を務めた。

## 経歴
2013年、ウクライナ陸軍第169訓練センター所長を務め、2019年に統合軍事作戦参謀長、2022年にウクライナ陸軍参謀長兼副司令官を歴任した。
2022年5月15日、ウォロディミル・ゼレンスキー大統領からウクライナ領土防衛隊司令官に任命された。
2023年10月9日、ウクライナ領土防衛隊司令官を解任された。

## 栄典
- 3等ボフダン・フメリニツキー勲章 - 2022年4月11日[6]